# Marian Popa
Marian Popa (n. 15 septembrie 1938) este un istoric și critic literar român, stabilit în Germania.

## Biografie
Este fiul Mariei Rapolti, de origine austriacă, spălătoreasă, după cum îi plăcea criticului să o prezinte, tatăl fiind o enigmă: „M-aș putea numi, cu generozitate în interpretare, un copil din categoria lui Iisus: care-și cunoaște cu precizie mama, dar mai mult din auzite tatăl. (..) Prin forța împrejurărilor, unicul lucru important este că n-am avut tată. Astfel că nu pot fi parafat, cu Like father, like son. Cu alte cuvinte: n-am avut stăpân. Mi-am devenit propriul tată, căruia mă pot adresa cu simpatie: ce mai faci, bătrâne?”
Între 1952-1955 a frecventat Școala Medie Tehnică de Mecanică nr. 2 din București, iar în 1958 a absolvit Liceul seral „Grigore Preoteasa” al uzinelor „Electromagnetica” din Capitală. Între 1955-1961 va îndeplini diferite slujbe: manipulant de materiale și macaragiu la o fabrică de gheață, frezor și rabotor la secția de sculărie a Uzinelor „Autobuzul” din București. În 1966 va absolvi Facultatea de Limba și Literatura Română a Universității din București, fiind reținut ca asistent al Catedrei de literatură universală și comparată a aceleiași facultăți. În 1971 devine doctor în filologie. Între 1973-1974 beneficiază de o bursă Humboldt în R.F. Germania (Stuttgart), iar între anii 1983-1987 este lector de limba și literatura română la Universitatea din Köln. La expirarea contractului se decide să rămână în Germania Federală, deși autoritățile îi refuză statutul de azilant politic.
În România, Marian Popa s-a făcut cunoscut mai ales prin publicarea unui Dicționar de literatură română contemporană (1971), urmat în 1977 de o nouă ediție (mult extinsă), receptată diferit de critică, unii reproșându-i preocuparea pentru micile detalii biografice ale autorilor prezentați.
Se remarcă prin publicarea unei ample Istoria literaturii române de azi pe mâine, două volume groase, cuprinzând peste 2500 de pagini (vol I - 1230 p., vol II - 1274 p.). George Pruteanu a considerat apariția Istoriei lui Popa, drept cel mai important eveniment editorial din România de după 1989 și comparând lucrarea cu Istoria lui George Călinescu. Se pare că Istoria... lui Marian Popa a deranjat prin atacurile la adresa unor personalități literare de talia lui Nicolae Manolescu, Mircea Dinescu, Ana Blandiana, Mihai Șora, Alexandru Ivasiuc, Augustin Buzura etc.

## Opera
- Homo fictus: Structuri și ipostaze, Ed. pentru Literatură, București, 1968;
- Dicționar de literatură română contemporană, Ed. Albatros, București, 1971; ed. a II-a, revăzută și adăugită, Ed. Albatros, București, 1977;
- Modele și exemple: eseuri necritice, Ed. Eminescu, București, 1971;
- Camil Petrescu, Ed. Albatros, București, 1972;
- Călătoriile epocii romantice, Ed. Univers, București, 1972;
- Comicologia, Ed. Univers, București, 1975;
- Forma ca deformare, București, 1975;
- Doina Doicescu și Nelu Georgescu, roman, București, 1977;
- Viscolul și carnavalul, eseu despre opera lui Fănuș Neagu, Ed. Eminescu, București, 1980;
- Călătorie sprâncenată, București, 1980;
- Geschichte der rumänischen Literatur, traducere din germană de Thomas Kleininger, București, 1980;
- Podul aerian, București, 1981;
- Competență și performanță, București, 1982;
- Istoria literaturii române de azi pe mâine: 23 august 1944 – 22 decembrie 1989, I–II, Fundația Luceafărul, București, 2001; ed. a II-a, 2009[3][4]
- Avocatul diavolului. Marian Popa în dialog cu Marius Tupan, București, 2003[5]

## Antologii
- Realismul I – III, introd. Edit. București, 1969